# Alluaudomyia papuae
Alluaudomyia papuae är en tvåvingeart som beskrevs av Tokunaga 1963. Alluaudomyia papuae ingår i släktet Alluaudomyia och familjen svidknott. Inga underarter finns listade i Catalogue of Life.